# Nejvyšší hory Německa

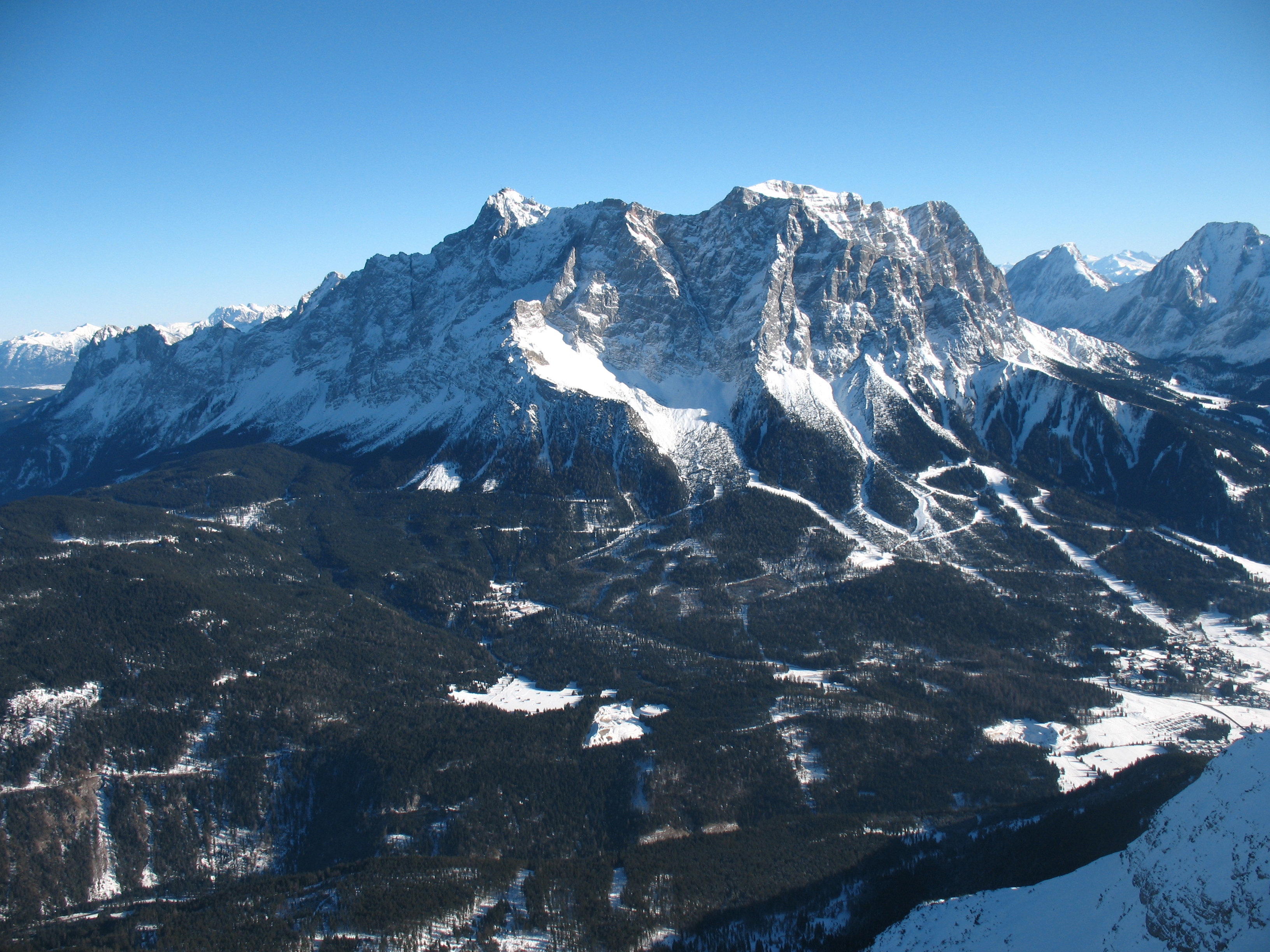
Zugspitze

Nejvyšší hory Německa. Nejvyšší horou Německa je Zugspitze s nadmořskou výškou 2 962 metrů. Nachází v pohoří Wetterstein, v Bavorsku a Tyrolsku, jihozápadně od města Garmisch-Partenkirchen.

## 10 nejvyšších hor Německa

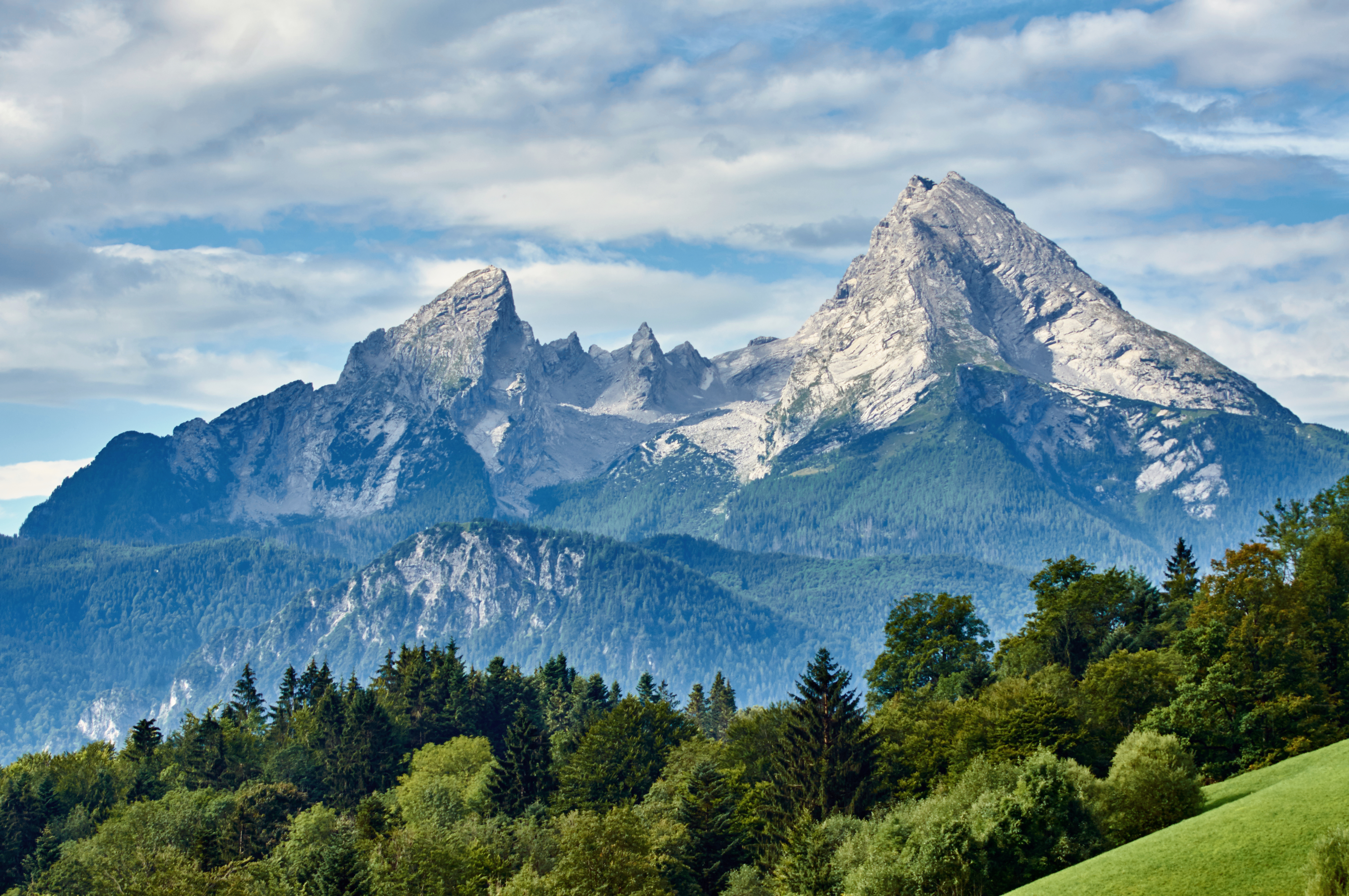
Watzmann

Ve výčtu jsou zastoupeny pouze vrcholy s prominencí vyšší než 500 metrů.
|    | Vrchol                   | Pohoří                | Výška (m) | Prominence (m) | Izolace (km) |
| -- | ------------------------ | --------------------- | --------- | -------------- | ------------ |
| 1  | Zugspitze                | Wetterstein           | 2 962     | 1 746          | 124,6        |
| 2  | Hochwanner               | Wetterstein           | 2 744     | 699            | 5,5          |
| 3  | Watzmann                 | Berchtesgadenské Alpy | 2 713     | 939            | 15,9         |
| 4  | Hochkalter               | Berchtesgadenské Alpy | 2 607     | 621            | 26           |
| 5  | Hochvogel                | Algavské Alpy         | 2 572     | 854            | 12,9         |
| 6  | Östliche Karwendelspitze | Karwendel             | 2 537     | 743            | 3,5          |
| 7  | Hoher Göll               | Berchtesgadenské Alpy | 2 522     | 788            | 11,4         |
| 8  | Hochkarspitze            | Karwendel             | 2 482     | 661            | 4,2          |
| 9  | Stadelhorn               | Berchtesgadenské Alpy | 2 286     | 1 133          | 5,2          |
| 10 | Soiernspitze             | Karwendel             | 2 257     | 833            | 3,8          |

## 20 nejvyšších hor Německa s prominencí vyšší než 100 metrů

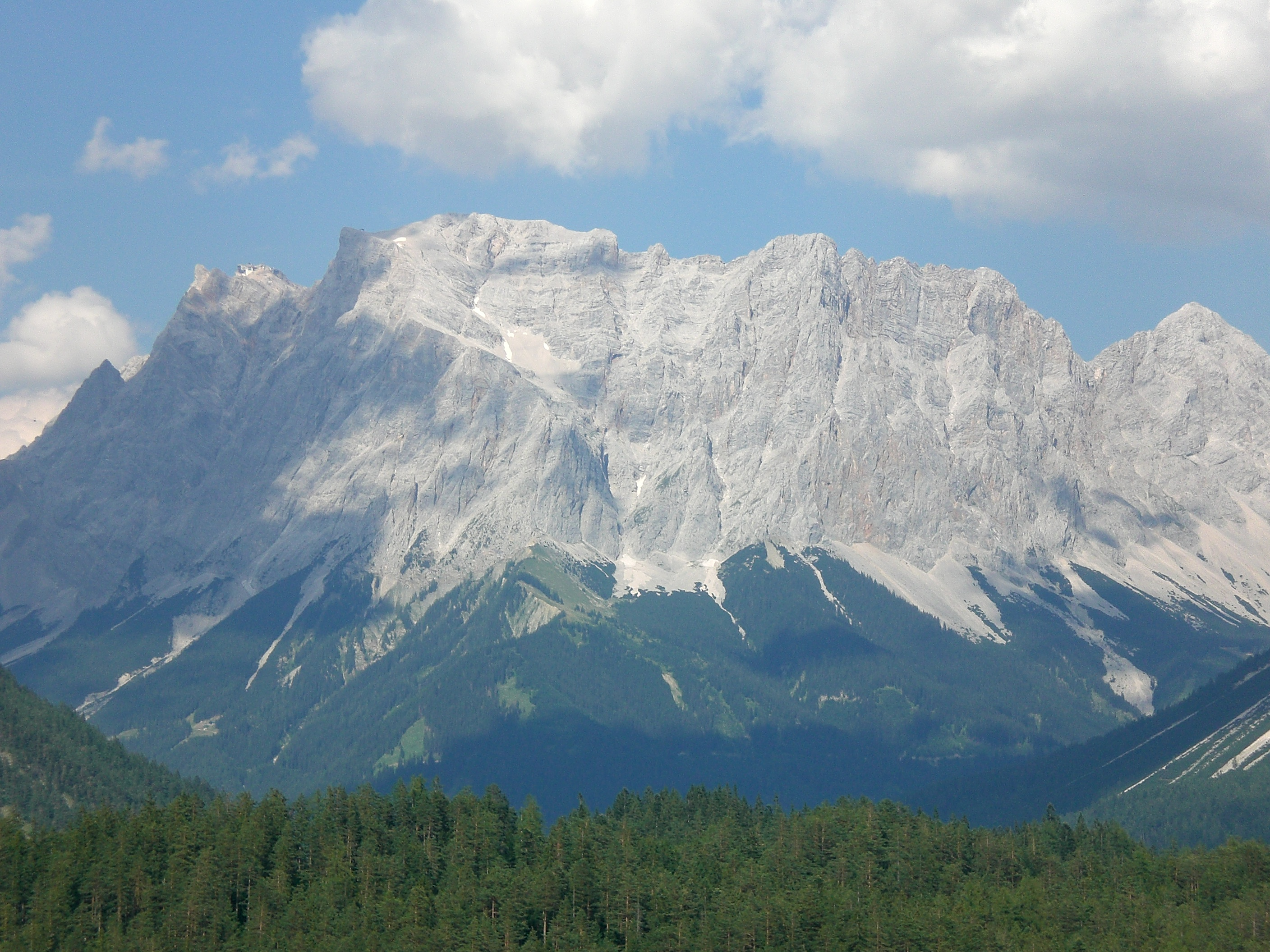
Schneefernerkopf

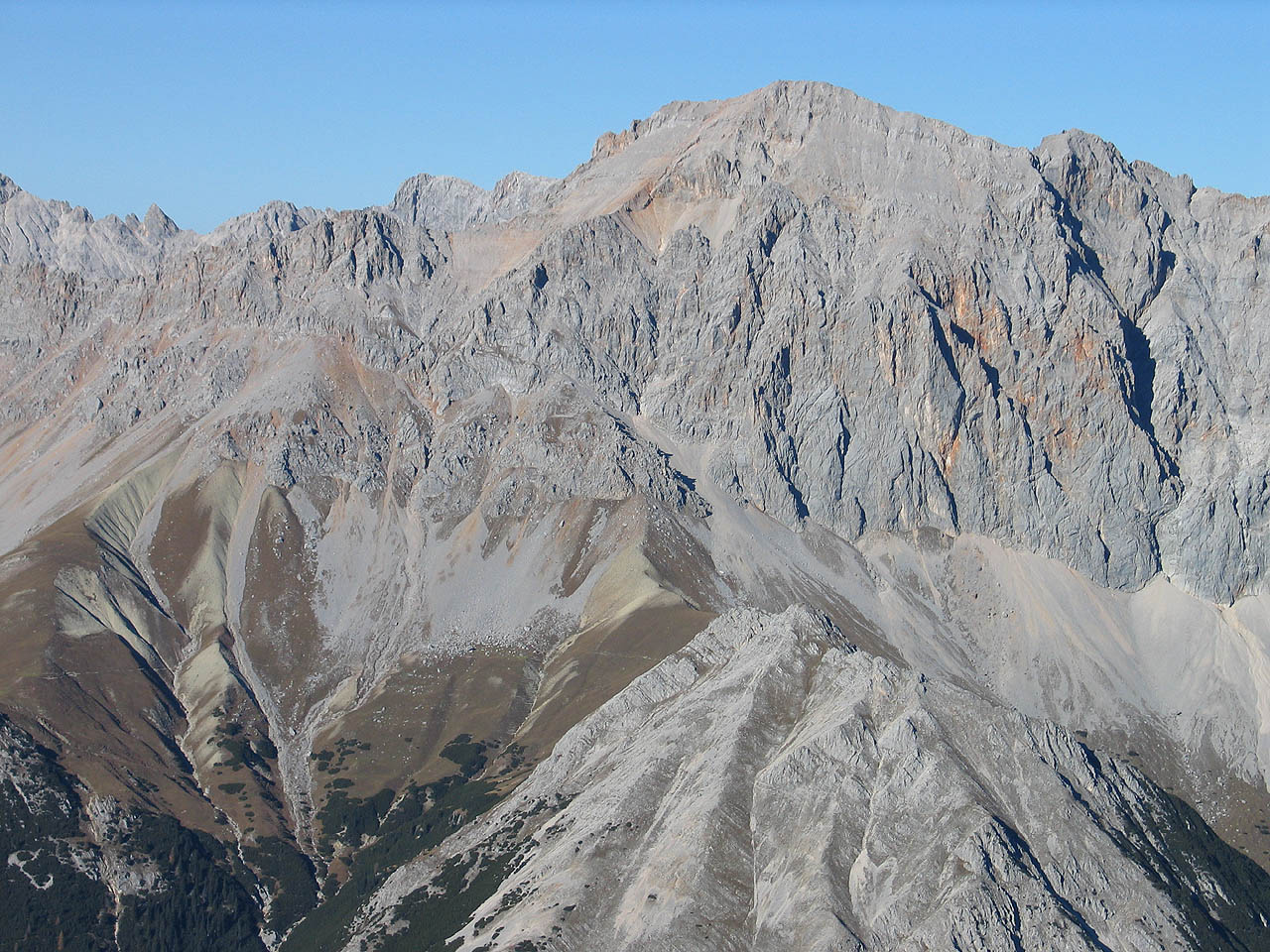
Hochwanner

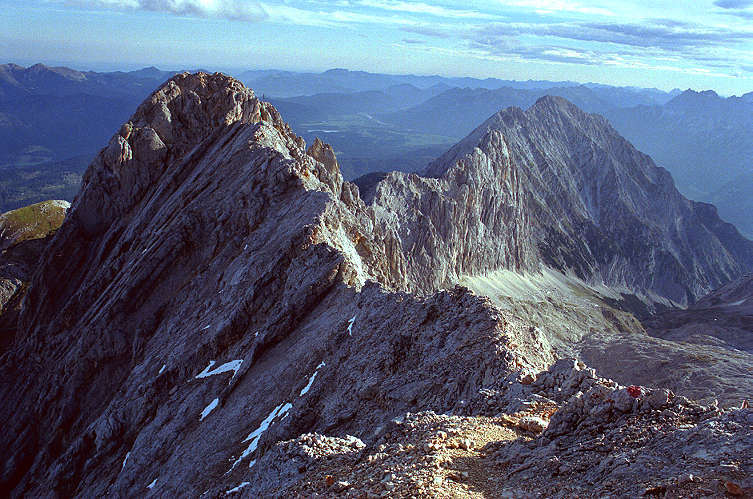
Leutascher Dreitorspitze

Ve výčtu jsou zastoupeny pouze vrcholy s prominencí vyšší než 100 metrů.
|    | Vrchol                   | Pohoří                | Výška (m) | Prominence (m) | Izolace (km) |
| -- | ------------------------ | --------------------- | --------- | -------------- | ------------ |
| 1  | Zugspitze                | Wetterstein           | 2 962     | 1 746          | 124,6        |
| 2  | Schneefernerkopf         | Wetterstein           | 2 874     | 175            | 1,7          |
| 3  | Hochwanner               | Wetterstein           | 2 744     | 699            | 5,5          |
| 4  | Mittlere Höllentalspitze | Wetterstein           | 2 743     | 116            | 1,6          |
| 5  | Watzmann                 | Berchtesgadenské Alpy | 2 713     | 939            | 15,9         |
| 6  | Watzmann-Südspitze       | Berchtesgadenské Alpy | 2 712     | 110            | 0,8          |
| 7  | Hochblassen              | Wetterstein           | 2 703     | 143            | 1,1          |
| 8  | Leutascher Dreitorspitze | Wetterstein           | 2 687     | 346            | 5,2          |
| 9  | Östliche Plattspitze     | Wetterstein           | 2 680     | 204            | 1,1          |
| 10 | Hinterreintalschrofen    | Wetterstein           | 2 669     | 109            | 1,5          |
| 11 | Hochfrottspitze          | Algavské Alpy         | 2 649     | 203            | 2,2          |
| 12 | Alpspitze                | Wetterstein           | 2 628     | 165            | 0,8          |
| 13 | Bockkarkopf              | Algavské Alpy         | 2 609     | 106            | 0,6          |
| 14 | Hochkalter               | Berchtesgadenské Alpy | 2 607     | 621            | 26           |
| 15 | Biberkopf                | Algavské Alpy         | 2 599     | 337            | 3,5          |
| 16 | Trettachspitze           | Algavské Alpy         | 2 595     | 145            | 0,4          |
| 17 | Grosser Hundstod         | Berchtesgadenské Alpy | 2 593     | 474            | 4,5          |
| 18 | Hochvogel                | Algavské Alpy         | 2 572     | 854            | 12,9         |
| 19 | Funtenseetauern          | Berchtesgadenské Alpy | 2 578     | 220            | 4            |
| 20 | Öfnerspitzel             | Algavské Alpy         | 2 576     | 137            | 0,7          |

## 10 vrcholů s nejvyšší prominencí

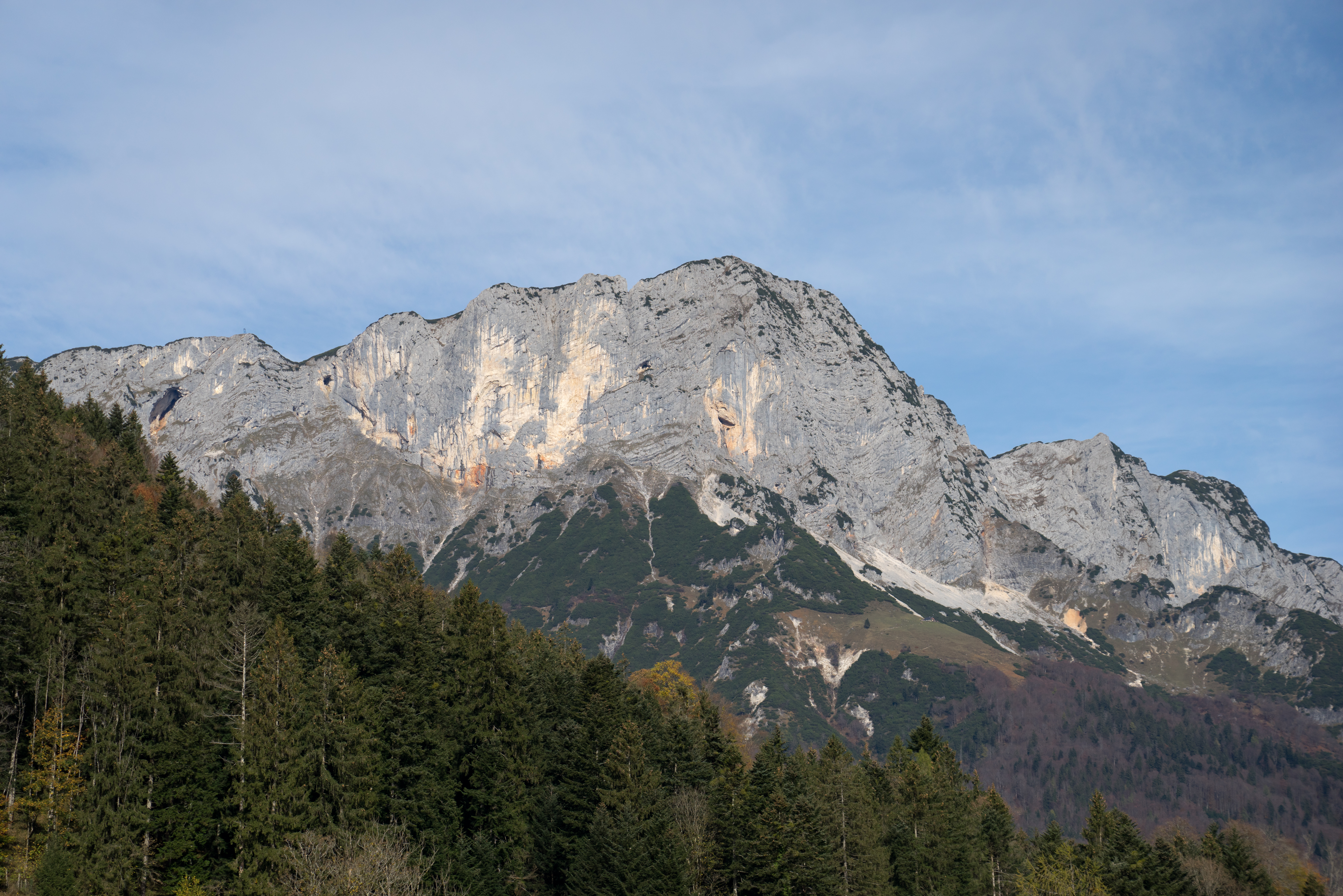
Berchtesgadenský Hochtron

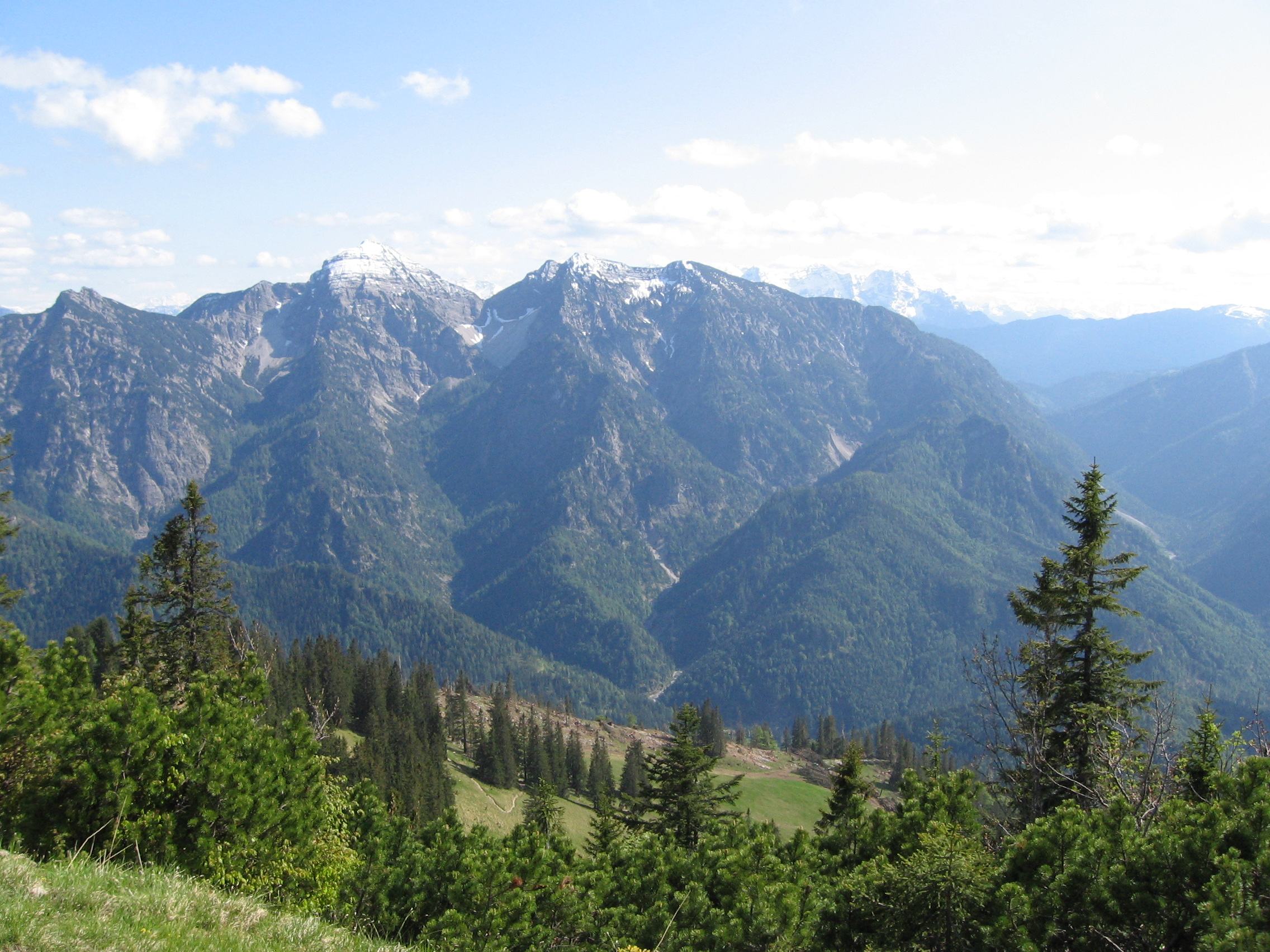
Sonntagshorn

10 nejprominentnějších hor v Německu.
|    | Vrchol                   | Pohoří                | Výška (m) | Prominence (m) | Izolace (km) |
| -- | ------------------------ | --------------------- | --------- | -------------- | ------------ |
| 1  | Zugspitze                | Wetterstein           | 2 962     | 1 746          | 124,6        |
| 2  | Berchtesgadener Hochtron | Berchtesgadenské Alpy | 1 971     | 1 278          | 11,5         |
| 3  | Sonntagshorn             | Chiemgauské Alpy      | 1 961     | 1 182          | 8,8          |
| 4  | Kreuzspitze              | Ammergauské Alpy      | 2 185     | 1 182          | 10,5         |
| 5  | Krottenkopf              | Bavorské Předalpy     | 2 086     | 1 156          | 12,7         |
| 6  | Geigelstein              | Chiemgauské Alpy      | 1 808     | 1 140          | 11,2         |
| 7  | Zwiesel                  | Chiemgauské Alpy      | 1 782     | 1 134          | 11,7         |
| 8  | Stadelhorn               | Berchtesgadenské Alpy | 2 286     | 1 133          | 5,2          |
| 9  | Velký Javor              | Bavorský les          | 1 456     | 1 031          | 147          |
| 10 | Grosser Traithen         | Bavorské Předalpy     | 1 852     | 1 016          | 6,8          |